# Eucalyptus provecta
Eucalyptus provecta är en myrtenväxtart som beskrevs av Anthony R. Bean. Eucalyptus provecta ingår i släktet Eucalyptus och familjen myrtenväxter. Inga underarter finns listade i Catalogue of Life.